# Naissance en 1258
Naissance
- 1254
- 1255
- 1256
- 1257
- 1258
- 1259
- 1260
- 1261
- 1262

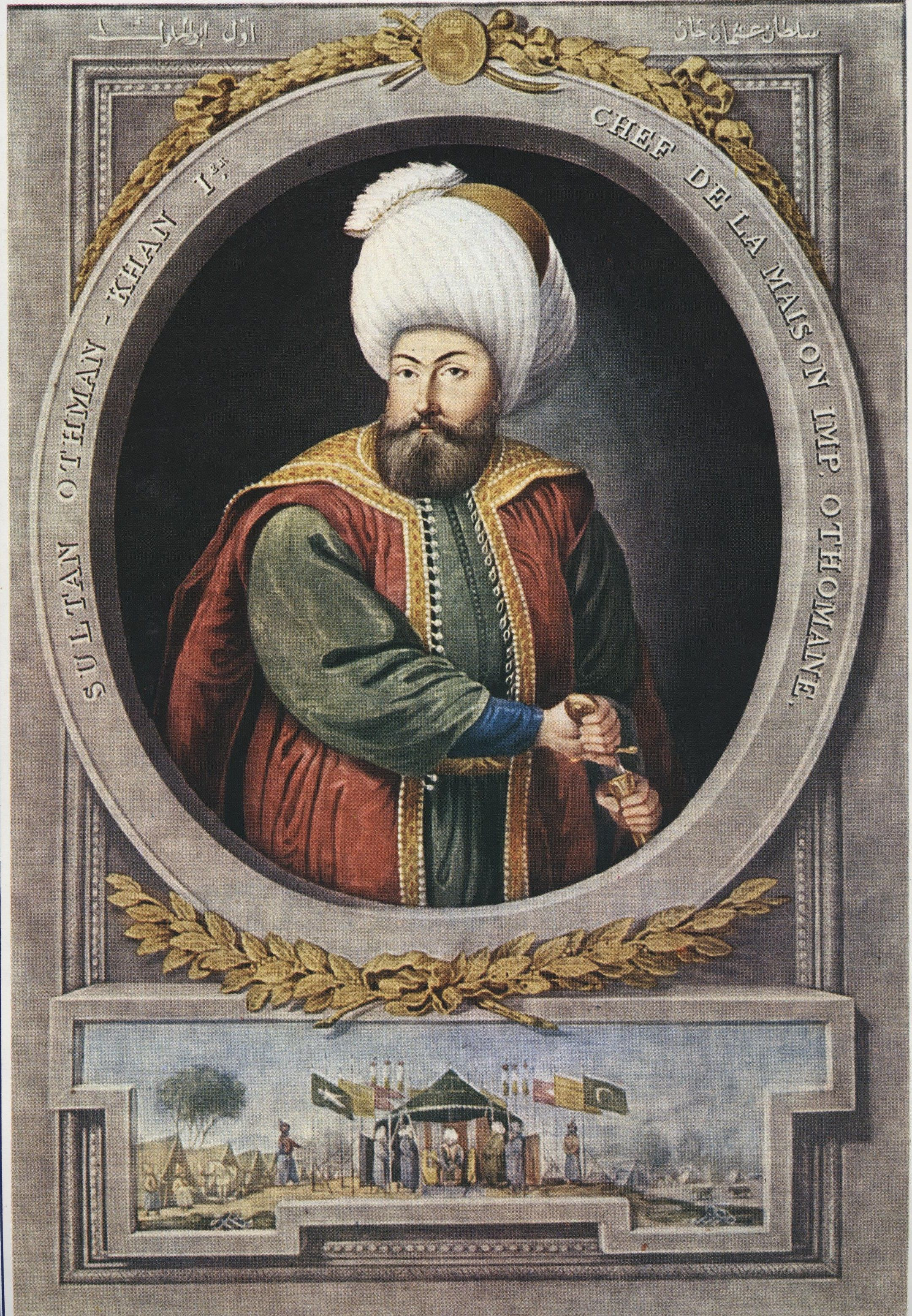
Osman Ier, né en 1258.

Cette page dresse une liste de personnalités nées au cours de l'année 1258 :
- Arghoun, prince de Perse, quatrième ilkhan de Perse de la dynastie des Houlagides (ou Ilkhanides).
- As-Saïd Nâsir ad-Dîn Baraka Khan ben Baybars, sultan mamelouk d'Égypte.
- Hugues II de Châtillon, comte de St Pol et comte de Blois.
- Jean Ier de Chalon-Arlay, seigneur d’Arlay et vicomte de Besançon.
- Dame Nijō, concubine impériale japonaise.
- Sheikh Edébali, chef religieux.
- Osman Ier, sultan Ottoman.
- Joachim Piccolomini moine béatifié.

date incertaine (vers 1258)
- Przemyslaw, duc de Racibórz.
- Nicholas Trivet, historien et théologien anglais.

## Crédit d'auteurs
- Cet article est partiellement ou en totalité issu de l'article intitulé « 1258 » (voir la liste des auteurs).